# The Allman Brothers Band
The Allman Brothers Band – amerykański zespół rockowy założony w marcu 1969 w Jacksonville na Florydzie. Reprezentował style i gatunki, takie jak hard rock, jazz-rock, southern rock, folk rock i country rock, jam rock i blues-rock. Był jedną z bardziej znaczących i wpływowych grup rockowych XX wieku.
Muzycy zespołu, już przed powstaniem grupy, ale i w pierwszych latach jej istnienia, intensywnie pracowali jako muzycy studyjni, grając dla całej gamy współczesnych im gwiazd muzyki rockowej i popowej. Spośród muzyków tworzących grupę wyróżniał się jej frontman Duane Allman, który został okrzyknięty jednym z najlepszych gitarzystów bluesowych swego pokolenia.

## Historia
Grupę założyli bracia Allmanowie: Gregg (instrumenty klawiszowe) i Duane (gitara), którzy wcześniej grali w zespole R&B-owym The House Rockers. W 1964 utworzyli formację Allman Joys, z którą dokonali pierwszych nagrań studyjnych. Ponadto występowali przez krótki czas w grupie Five Minutes, a w latach 1967–1968 występowali jako muzycy sesyjni zespołu The Hour Glass, z którą nagrali albumy: The Hour Glass (1967) i Power of Love (1968). Nagrali też album z zespołem 31st of February.
W 1969 stworzyli zespół The Allman Brothers Band, której nadali nazwę od swojego nazwiska (pol. Zespół braci Allmanów). Dołączyli do nich: gitarzysta Dickey Betts, basista Barry Oakley i perkusista Butch Trucks. W pierwszych latach istnienia wydali w tym składzie dwa albumy: The Allman Brothers Band (1969) i Idlewild South (1970), które zostały docenione przez krytyków. Dziennikarz magazynu „Rolling Stone” George Kimball opisał grupę jako „najlepszy rockandrollowy zespół jaki powstał w tym kraju w ciągu ostatnich pięciu lat”. Przełomowym momentem w ich karierze był koncert, który dali w Fillmore East w Nowym Jorku. Występ, zarejestrowany i wydany na płycie pt. At Fillmore East (1971), ukazał zespół jako jedną z najlepszych rockowych grup koncertowych. Muzycy podczas koncertów, wprowadzając typowe dla jazzu elementy improwizacji, rozwijali swoje krótkie studyjne utwory w długie, niekiedy sięgające 40 minut, improwizowane solówki instrumentalne oraz jamy.
29 października 1971 Duane Allman zginął w wypadku motocyklowym. W listopadzie 1972 w niemal identycznych okolicznościach zmarł basista Berry Oakley. Zespół z czasem skompletował nowy skład – do grupy dołączył basista Lamar Williams, a dotychczasowy drugi gitarzysta Dickey Betts został wysunięty na czoło. Jego styl gitarowy, w którym wyraźnie słuchać wpływy muzyki country, nadał grupie nowe brzmienie. Ponadto do zespołu dołączył drugi klawiszowiec, Chuck Leavell, co znacznie pogłębiło dotychczasowe brzmienie zespołu. W 1973 formacja w nowym składzie osiągnęła szczyt popularności, występując na festiwalu Grad Prix Rececorse w Watkin’s Glen w stanie Nowy Jork, gdzie dała wielogodzinny koncert dla 600 tys. słuchaczy. W tym okresie wydała kilka albumów: Brothers and Sisters (1973), Win, Lose or Draw (1975), The Road Goes on Forever (1975) i Wipe the Windows, Check the Oil, Dollar Gas (1976). Niedługo później rozpoczął się kryzys w grupie, związany z tarciami wewnętrznymi i problemami z narkotykami (Allman zeznawał przeciwko współpracownikowi, Johnowi Herringowi, w sprawie o handel narkotykami, co podzieliło członków formacji), który doprowadził do rozwiązania się zespołu w 1976.
Zespół powrócił w październiku 1978, ale w odświeżonym składzie – do Allmana, Bettsa, Johansona i Trucksa dołączyli gitarzysta Dan Toler i basista David Goldflies. W 1981 doszło do kolejnych roszad w Allman Brothers Band: z grupy odszedł Johanson, dołączyli perkusista David Toler i klawiszowiec Mike Lawler oraz powrócił klawiszowiec i wokalista Chuck Leavell. W tym samym roku premierę miał kolejny album zespołu pt. Brothers of the Road, a także składanka przebojów pt. The Best of Allman Brothers Band. W następnym roku zespół ponownie się rozpadł.
Ponowny powrót na scenę nastąpił w 1989, a do Allmana, Bettsa, Johansona i Trucksa dołączyli: gitarzysta Warren Haynes, klawiszowiec Johnny Neal i basista Allen Woody. Okres lat 90. można uznać za najbardziej płodny artystycznie w historii grupy. Zespół zaznaczył swoje istnienie w XXI wieku nowymi, znakomitymi albumami i trasami koncertowymi. Grupa odzyskała formę, nagrywając serię albumów docenionych przez krytyków: Dreams (1989) i Seven Turns (1990) i koncertowy Live at Ludlow Garage 1970 (1990).
W 2014 Warren Haynes i Derek Trucks ogłosili odejście z zespołu. Ostatni koncert formacji odbył się 28 października 2014 roku w Beacon Theater w Nowym Jorku.
Do największych przebojów grupy należały: „Whipping Post”, „Midnight Rider”, „Revieval”, „Blue Sky”, „Ramblin’ Man”, „In Memory of Elizabeth Reed”, „Les Bres in A Minor” i „High Falls”.

## Skład
- Gregg Allman – instrumenty klawiszowe, śpiew
- Duane Allman – gitara, sitar
- Dickey Betts(inne języki) – gitara, śpiew
- Oteil Burbridge – gitara basowa
- David Goldflies – gitara basowa
- Warren Haynes – gitara, śpiew
- Jai Johanny Johanson – perkusja
- Chuck Leavell – instrumenty klawiszowe
- Johnny Neel – instrumenty klawiszowe
- Berry Oakley – gitara basowa
- Jack Pearson – gitara
- Marc Quiñones – instrumenty perkusyjne
- David Frankie Toler – perkusja
- Butch Trucks – perkusja
- Lamar Williams – gitara basowa
- Allen Woody – gitara basowa
- Derek Trucks – gitara

## Dyskografia
- 1969 The Allman Brothers Band
- 1970 Idlewild South
- 1971 At Fillmore East [live]
- 1972 Eat a Peach
- 1973 Brothers and Sisters
- 1975 Win, Lose or Draw
- 1976 Wipe the Windows, Check the Oil, Dollar Gas
- 1979 Enlightened Rogues
- 1980 Reach for the Sky
- 1981 Brothers of the Road
- 1990 Seven Turns
- 1991 Shades of Two Worlds
- 1991 Live at Ludlow Garage - 1970
- 1992 An Evening With the Allman Brothers Band
- 1994 Where It All Begins
- 2000 Peakin' at the Beacon [live]
- 2002 American University 12/13/70 [live]
- 2003 Hittin' the Note
- 2003 At Fillmore East [Deluxe Edition] [live]
- 2003 Live at the Atlanta International Pop Festival
- 2003 American University W.D.C. [live]
- 2003 S.U.N.Y. at Stonybrook, Stoneybrook
- 2004 One Way Out

## Nagrody, pozycje na listach przebojów i rekordy
- 1995 roku zespół został wprowadzony do Rock and Roll Hall of Fame[5].
- Piosenki Ramblin’ Man  i Whipping Post zostały umieszczone na liście 500 piosenek które ukształtowały rock utworzonej przez Rock and Roll Hall of Fame
- 1975 Jessica – Grammy za najlepszy utwór instrumentalny

| Albumy na listach Billboardu | Albumy na listach Billboardu                            | Albumy na listach Billboardu | Albumy na listach Billboardu |
| Rok                          | Album                                                   | Lista                        | pozycja                      |
| ---------------------------- | ------------------------------------------------------- | ---------------------------- | ---------------------------- |
| 1970                         | Idlewild South                                          | Pop Albums                   | 38                           |
| 1970                         | The Allman Brothers Band                                | Pop Albums                   | 188                          |
| 1971                         | At Fillmore East                                        | Pop Albums                   | 13                           |
| 1972                         | Duane & Gregg Allman                                    | Pop Albums                   | 129                          |
| 1972                         | Eat A Peach                                             | Pop Albums                   | 4                            |
| 1973                         | Beginnings                                              | Pop Albums                   | 25                           |
| 1973                         | Brothers And Sisters                                    | Pop Albums                   | 1                            |
| 1973                         | Early Allman                                            | Pop Albums                   | 171                          |
| 1975                         | "Win, Lose Or Draw "                                    | Pop Albums                   | 5                            |
| 1976                         | Wipe The Windows-Check The Oil-Dollar Gas               | Pop Albums                   | 75                           |
| 1976                         | The Road Goes On Forever,"                              | Pop Albums                   | 43                           |
| 1979                         | Enlightened Rogues                                      | Pop Albums                   | 9                            |
| 1980                         | Reach For The Sky                                       | Pop Albums                   | 27                           |
| 1981                         | Brothers of the Road                                    | Pop Albums                   | 44                           |
| 1981                         | The Best of the Allman Brothers Band                    | Pop Albums                   | 189                          |
| 1989                         | Dreams                                                  | The Billboard 200            | 103                          |
| 1990                         | Seven Turns                                             | The Billboard 200            | 53                           |
| 1991                         | Shades of Two Worlds                                    | The Billboard 200            | 85                           |
| 1992                         | An Evening With the Allman Brothers Band: First Set     | The Billboard 200            | 80                           |
| 1994                         | Where It All Begins                                     | The Billboard 200            | 45                           |
| 1995                         | An Evening With the Allman Brothers Band: 2nd Set       | The Billboard 200            | 88                           |
| 2003                         | Hittin' the Note                                        | The Billboard 200            | 37                           |
| 2003                         | Hittin' the Note                                        | Top Internet Albums          | 37                           |
| 2003                         | Live at the Atlanta International Pop Festival          | Top Internet Albums          | 202                          |
| 2003                         | Martin Scorsese Presents the Blues: The Allman Brothers | Top Blues Albums             | 10                           |
| 2004                         | One Way Out                                             | The Billboard 200            | 190                          |

| Single na listach Billboardu | Single na listach Billboardu            | Single na listach Billboardu | Single na listach Billboardu |
| Rok                          | Piosenka                                | Lista                        | pozycja                      |
| ---------------------------- | --------------------------------------- | ---------------------------- | ---------------------------- |
| 1971                         | Revival (Love Is Everywhere)            | Pop Singles                  | 92                           |
| 1972                         | Ain’t Wastin' Time No More              | Pop Singles                  | 77                           |
| 1972                         | Melissa                                 | Pop Singles                  | 86                           |
| 1972                         | One Way Out                             | Pop Singles                  | 86                           |
| 1973                         | Ramblin Man                             | Pop Singles                  | 2                            |
| 1974                         | Jessica                                 | Pop Singles                  | 65                           |
| 1974                         | Midnight Rider                          | Pop Singles                  | 19                           |
| 1975                         | Louisiana Lou And Three Card Monty John | Pop Singles                  | 78                           |
| 1979                         | Crazy Love                              | Pop Singles                  | 29                           |
| 1980                         | Angeline                                | Pop Singles                  | 58                           |
| 1981                         | Straight From The Heart                 | Mainstream Rock              | 11                           |
| 1981                         | Straight From The Heart                 | Pop Singles                  | 39                           |
| 1989                         | Statesboro Blues                        | Mainstream Rock Tracks       | 26                           |
| 1990                         | Good Clean Fun                          | Mainstream Rock Tracks       | 1                            |
| 1990                         | Seven Turns                             | Mainstream Rock Tracks       | 12                           |
| 1991                         | End of the Line                         | Mainstream Rock Tracks       | 2                            |
| 1991                         | It Ain’t over Yet                       | Mainstream Rock Tracks       | 26                           |
| 1994                         | Back Where It All Begins                | Mainstream Rock Tracks       | 29                           |
| 1994                         | No One to Run With                      | Mainstream Rock Tracks       | 7                            |
| 2003                         | Firing Line                             | Mainstream Rock Tracks       | 37                           |